# Acanthophis hawkei
Espèce
Synonymes
- Acanthophis lancasteri Wells & Wellington, 1985
- Acanthophis cummingi Hoser, 1998

Acanthophis hawkei est une espèce de serpents de la famille des Elapidae.

## Répartition
Cette espèce est endémique d'Australie. Elle se rencontre au Queensland et au Territoire du Nord.

## Étymologie
Son nom d'espèce lui a été donné en l'honneur de Robert James Lee Hawke, 23e Premier ministre d'Australie, en poste de 1983 à 1991, pour son engagement dans la protection de la nature en Tasmanie.

## Description
Acanthophis hawkei mesure jusqu'à 120 cm.

## Publication originale
- Wells & Wellington, 1985 : A classification of the Amphibia and Reptilia of Australia. Australian Journal of Herpetology, Supplemental Series, vol. 1, p. 1-61 (texte intégral).